# Gunaprabha
| Tibetische Bezeichnung             |
| ---------------------------------- |
| Tibetische Schrift: ཡོན་ཏན་འོད       |
| Wylie-Transliteration: yon tan 'od |
| Chinesische Bezeichnung            |
| Vereinfacht: 功德光                |
| Pinyin:Gongdeguang                 |

Gunaprabha (skt. Guṇaprabha; * um 500) oder Yönten Ö (tib. yon tan 'od) wurde im nordindischen Mathurā in einem Brahmanengeschlecht geboren. Er war ein streitbarer Shramana, der sich als Anhänger des Mahayana besonders gegen das Hinayana wandte.
Taranatha zufolge lernte er alle Veden und Shastras und trat in Vihara in den geistlichen Stand. Er war einer der Hauptschüler von Vasubandhu bei dem er den Dreikorb der Shravakas erwarb und sich auch Gelehrsamkeit in vielen Mahayana-Sutras und in Sachen Vinaya und der Shastras der verschiedenen Schulen erwarb. Die hunderttausend Vinaya-Abschnitte lernte er beständig auswendig.
Er hatte eine große Zahl von Schülern.
Zusammen mit Shakyaprabha zählt er zu den Zwei Außergewöhnlichen Meistern (mchog gnyis).
Über seine Taten berichten Butön und Taranatha.

## Werke
Er schrieb das Dulwa Dotsa ( 'dul ba mdo rtsa) und das Karma Shatam (kar ma sha tam).
Sein Werk Vinaya-Sutra (skt. vinayasūtra) mit seinem Kommentar gehört zu den Dreizehn klassischen indischen buddhistischen Texten (gzhung chen bcu gsum), die mit den  Dreizehn Großen Kommentaren  des berühmten Kommentators Khenpo Shenga (gzhan phan snang ba; 1871–1927) einen festen Bestandteil des Shedra-Curriculums der Nyingma-, Kagyü- und Sakya-Schulen bilden.

## Zitat
„Als er der Guru des Königs geworden war, verwandte er, wenn ihm auch täglich massloser Bedarf zu Theil ward, alles sofort zu Tugendwerken, und in den von ihm selbst geübten Tugenden fand keine Abnahme statt.“